# Трамвай № 1 (Волгоград)
Трамвай № 1 — первый маршрут Волгоградского трамвая, открытый 27 марта (9 апреля) 1913 года.
Маршрут неоднократно претерпевал изменения и свой современный вид приобрёл в 1985 году. Уникальность маршрута заключается в том, что с его открытием Царицын стал первым уездным городом России, в котором появился электрический трамвай.

## История

### Царицын

#### Строительство
28 декабря 1903 года городская дума Царицына получила от императора Николая II право на производство облигационного займа в 1 500 000 рублей, в том числе на сооружение лесотаски, освещения и трамвая (до 1 100 000 рублей). Из-за споров между думскими заседателями, за спинами которых стояли промышленники, купцы и подрядчики, рассчитывавшие поживиться за счёт строительства трамвая, затягивалось проектирование и начало строительства. В 1911 году городская управа командировала во Францию городского голову Алексея Остен-Сакена, которому удалось получить ссуду у одного из парижских банков в сумме 1 000 000 рублей на постройку трамвая и электростанции. Из-за финансовых махинаций ещё до начала строительства трамвая из миллиона суммы осталось только 750 000 рублей. После долгих споров городская управа, в отличие от других городов России, сдавших трамвай в концессию иностранным фирмам, наконец-то решила строить трамвай хозяйственным способом. Проект трамвая и электростанции разработали инженеры из Санкт-Петербурга: профессора Шульгин и Судкевич.
Барон Алексей Остен-Сакен был выбран головой вместо бывшего городского головы Василия Клёнова, которому пришлось уйти из-за неудачного начала строительства электростанции. Прежний городской голова начал строить электростанцию не по проекту Шульгина, а возле старой небольшой электростанции на берегу Волги. Были возведены стены машинного зала, но в подвале его оказалась плотная каменная плита. Когда её удаляли, чтобы построить фундаменты машин, и сделали в ней отверстие, оттуда хлынула грунтовая вода и залила весь подвал здания. Работа была остановлена, поднялся большой скандал. Клёнову пришлось уйти, как и приглашённому строителю трамвая инженеру Слотинцеву, который ничего не понимал в строительстве и, убедившись в своей некомпетентности, отказался от работы.
В начале июня 1911 года инженер Владимир Радциг из объявления в газете узнаёт о том, что Царицынская городская управа объявила конкурс на замещение должности заведующего постройкой городского трамвая и электростанции. Он подаёт заявку, в котором описывает свои выполненные работы и указавает желаемый оклад — 550 рублей в месяц. Из более 150 заявлений городская управа отбирает двух главных кандидатов и обращается к инженеру Шульгину с просьбой выбрать из них наиболее подходящего. В середине июля Радциг получает телеграмму из Санкт-Петербурга от Шульгина, в которой он просит встретиться для решения вопроса о работе в Царицыне. Встретившись с Радцигом, Шульгин рекомендует его, но вопреки рекомендации управа приглашает другого кандидата.
В начале января 1912 года Владимир Радциг получает телеграмму из Царицына, в которой городской голова Алексей Остен-Сакен интересуется остаётся ли предложение работать в Царицыне в силе. Радгиц подтверждает и через несколько дней получает ответную телеграмму с предложением выехать на работу. Приехав в Царицын, он в течение 4—5 дней ознакомился с положением дел на строящейся электростанции и пришёл к выводу, что нужно заделать железобетоном пробитую дыру в каменной плите, поднять стены на метр, чтобы можно было построить фундамент для дизелей, не трогая каменной плиты, а затем устроить вокруг станции дренажную галерею и отвести грунтовые воды в Волгу. Он составляет доклад о том, что нужно сделать для постройки трамвая и электростанции и выступает в трамвайной комиссии с докладом о постройке, в котором убеждает комиссию в возможности окончания начатого строительства электростанции на старом месте, что сберегало время и давало экономию больше 100 000 рублей.
С февраля 1912 года началось сооружение трамвайных линий в центре города.
На все поставки для трамвая и электростанции назначались торги, на которые вызывалось несколько фирм. На торгах члены комиссии, в большинстве торговцы, прилагали необычайные усилия за снижение стоимости. Так в течение двух месяцев были заказаны три дизеля немецкой фирме — Аугсбургскому заводу, электрооборудование для электростанции и трамвая — обществу Вестингауз, электрооборудование для десяти вагонов — Всеобщей компании электричества, 20 моторных вагонов — Мытищинскому машиностроительному заводу, подземные кабели — Кольчугинскому заводу, стальные трубчатые мачты — Сосновицкому заводу. На этих заказах благодаря конкуренции было сэкономлено несколько сотен тысяч рублей, против сметы.
Принятая для трамвая колея была нормальной железнодорожной — 1 524 мм. Для строительства путей использовались рельсы типа 2А (тяжёлый тип), так называемый «инженерный брак». Сосновые шпалы были пропитаны хлористым цинком на шпалопропиточном заводе Юго-Восточной железной дороги, что увеличило срок их службы в 5 раз. Под шпалы был положен песчаный балласт. Отвод воды из-под шпал не требовался, так как грунт по трассе был песчаный. Мачты для подвески воздушного провода были стальными трубчатыми. На большей части трассы мачты устанавливались между путями и имелись двусторонние кронштейны. Только в центре города подвеска велась на тросах по боковым опорам.

##### Трамвайный парк
В помощь себе Владимир Радциг приглашает двух молодых инженеров: для трамвая — инженера И. И. Пиотровича и для постройки электростанции — инженера-электрика Л. И. Вознесенского. По предложению Вознесенского трамвайное депо было перепроектировано на железобетонное, а его строительство было отдано «Артели русских инженеров» инженера Поваляева, имевшего строительную контору в Ростове-на-Дону.
К началу 1913 года депо и вагоноремонтные мастерские в Зацарицынской части города были построены и введены в эксплуатацию. Депо располагалось фасадом в сторону ул. Царёвской. Это было светлое помещение с поперечными фонарями и смотровыми канавами. При депо были мастерские с необходимыми станками, а также особый малярный цех. На территории депо был построен двухэтажный дом, где были контора трамвая с кассами для сдачи кондукторами выручки и билетная касса. Во втором этаже дома были квартиры для начальника депо и монтёров.

##### Новый мост

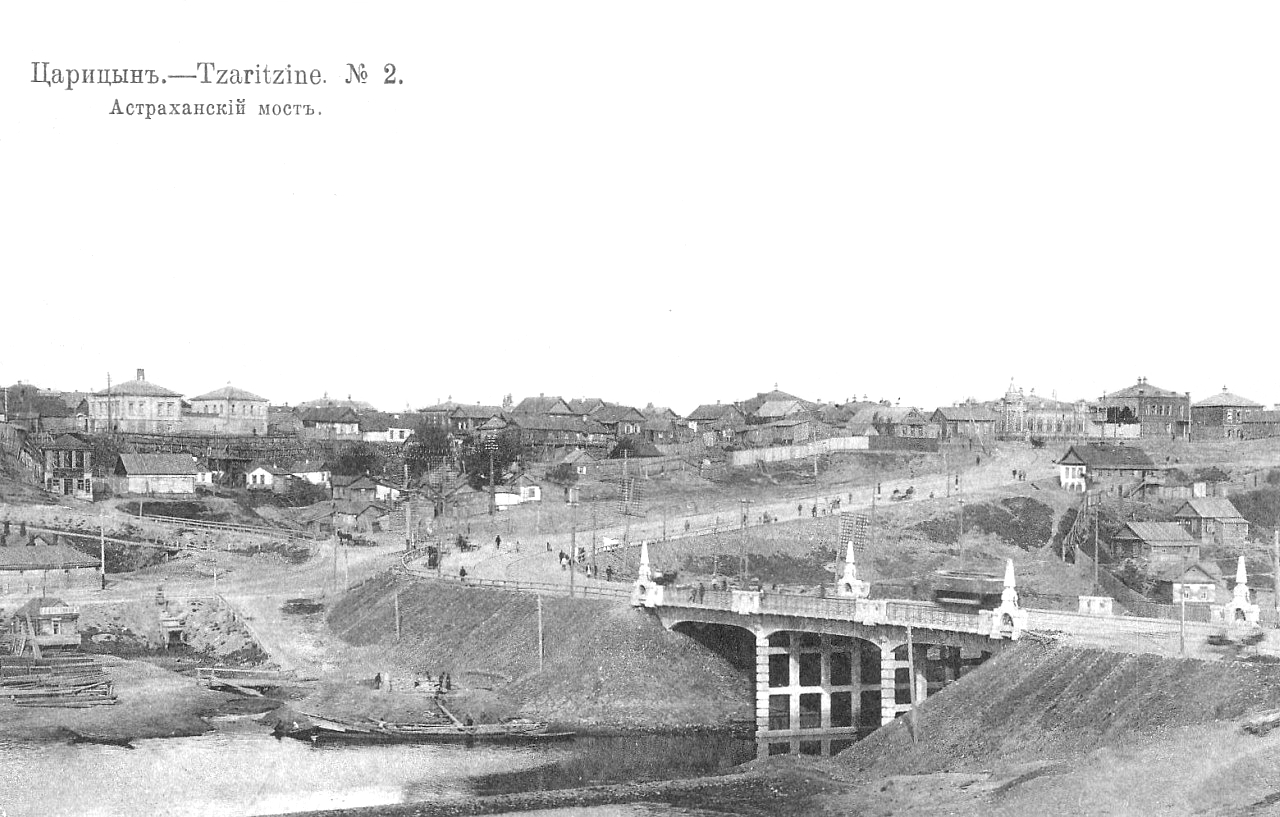
Трамвай едет по новому железобетонному мосту через реку Царицу в Зацарицынскую часть города

Непременным условием для пуска трамвая являлось строительство нового моста через реку Царицу, вместо имеющегося деревянного. Владимир Радциг хотел заняться его строительством, но в управе ему отказали, ссылаясь на то, что его строительством занимается городской архитектор Васильев. После Пасхи выяснилось, что мост не строится. Тогда Радциг поставил условие управе, что если мост не будет построен, то не будет и трамвая. Когда архитектор Васильев ушёл с работы, то управа попросила Радцига взяться за его строительство. Было решено строить не металлический мост, как это предлагал ушедший архитектор, а более дешёвый железобетонный. Составив техническое задание, Радциг послал его двум железобетонным конторам: инженеру Поваляеву из Ростова-на-Дону и фирме «Братья Грингоф» из Саратова. Через две недели состоялись торги, на которых Поваляев представил проект арочного моста, а братья Грингоф — трёхпролётного балочного моста длиной 80 метров. Поскольку братья Грингоф заявили цену на 6 000 рублей дешевле, то постройка моста была отдана им. В течение 8 дней дорожный мастер Ястребов соорудил временный обходной деревянный мост, и фирма «Братья Грингоф» начала разборку старого моста.
Ушедший архитектор Васильев, считая Радцига виновником своего ухода с доходного места, решил ему отомстить. В конце лета, когда на мосту были забиты массивные железобетонные сваи под все опоры и началась установка опалубки под балки моста, он прислал в управу послание, что якобы тяжёлый мост строится неправильно и будет снесён первым же паводком. Тогда Радциг пригласил двух путейских инженеров с Владикавказской железной дороги для экспертизы, которые заявили, что мост строится совершенно правильно и надёжно и что нет никаких опасений за его прочность.
В начале декабря мост испытали полуторной нагрузкой и получили прогиб в 5 раз меньше допустимого. Мост был построен на 2 метра выше старого, что сильно уменьшило уклон улиц, идущих к мосту. 5 декабря 1912 года мост был открыт для движения.

#### Открытие
Новому виду транспорта нужны были кадры. К началу марта 1913 года на 100 вакантных мест в штате обслуживания трамвая было подано 650 прошений.
Для будущих кондукторов и вагоновожатых был приобретён материал для теплых пальто — бобрик сукконой фабрики Асеевых двух цветов: коричневого и тёмно-синего. В марте 1913 года, когда электростанция была пущена в эксплуатацию, началось обучение вагоновожатых и пробная езда на участке пути за рекой Царицей.
В день пуска трамвая, 9 апреля 1913 года на площади в центре города были выстроены вагоны, отслужено молебствие, а затем городской голова разрезал ленту и вагоны пошли в дорогу. Выручка за первый день, с учётом платы за билет в 5 копеек, составил 325 рублей.Таким образом Царицын стал первым уездным городом России, в котором появился электрический трамвай, а его строительство завершилось в рекордно короткие сроки — чуть более одного года.
Городской электрический трамвай в Царицыне со дня своего пуска был в собственности государства. Основной целью его деятельности было принесение дохода в казну города.

#### Первоначальный маршрут

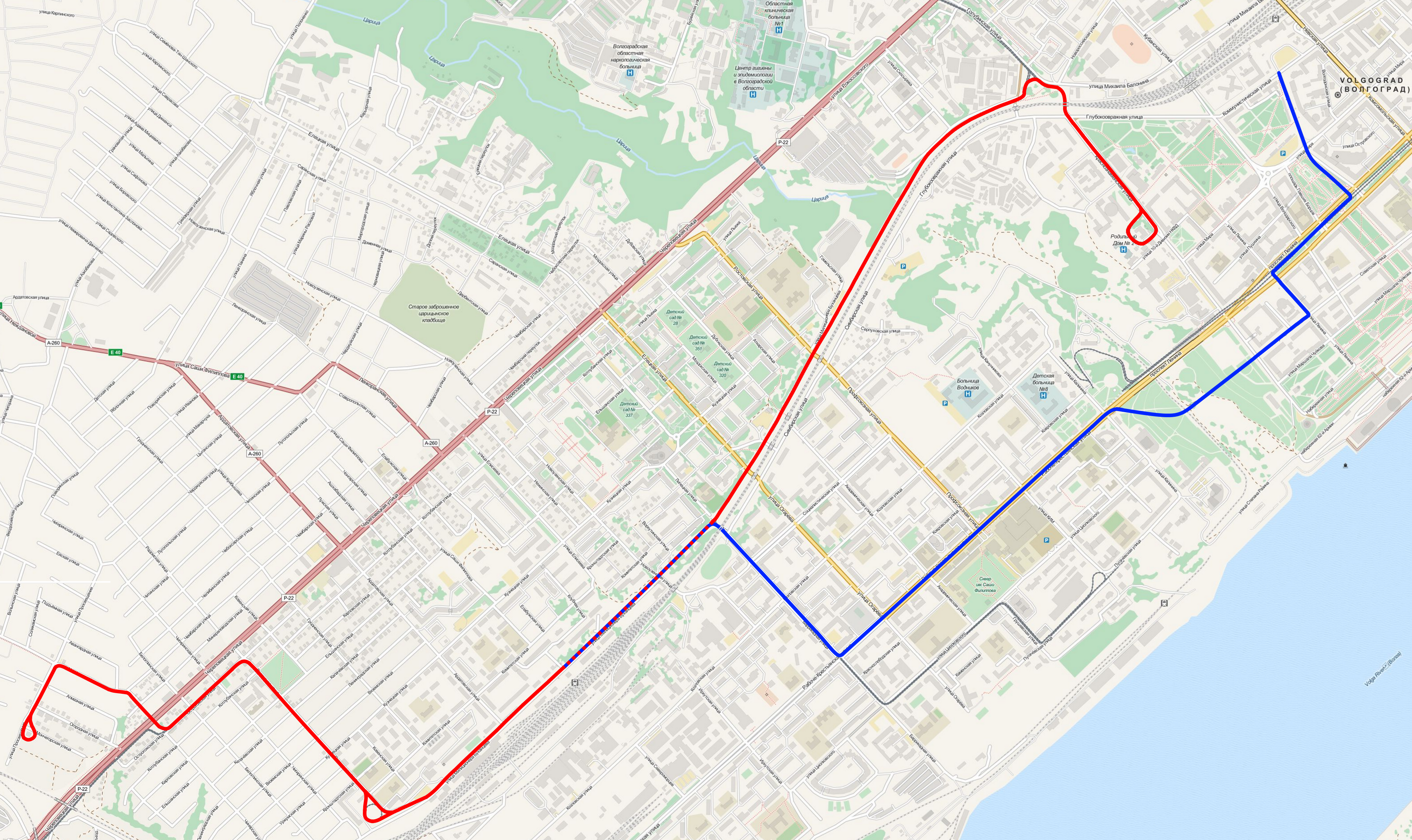
Первоначальный (синим цветов) и современный (красным цветов) маршрут трамвая № 1

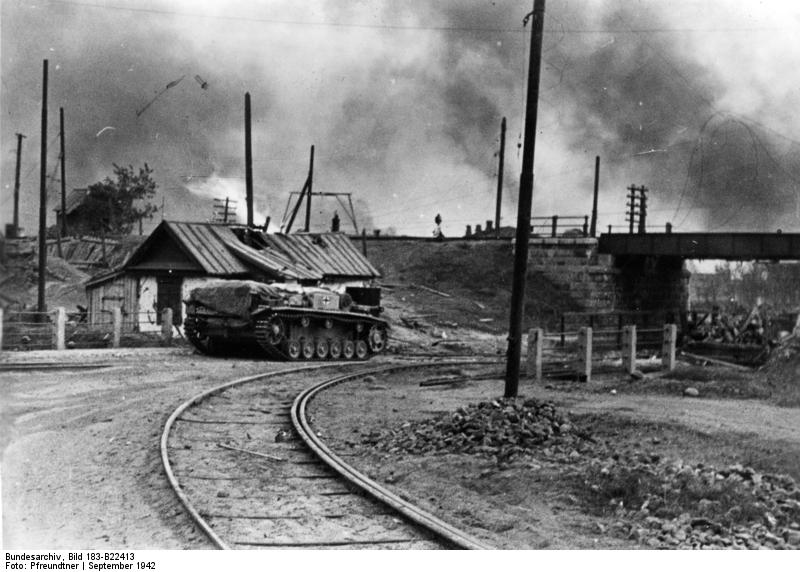
Трамвайные пути во время Сталинградской битвы

Первое трамвайное сообщение проектировалось так, чтобы соединить три царицынские железнодорожные станции. Станцию «Волжская», принадлежавшую Волго-Донской железной дороге, которая шла вдоль реки Волги и находилась недалеко от устья реки Царицы в 200—300 метрах от трамвайного депо, станцию «Царицын», принадлежавшую Грязе-Царицынской железной дороге, и станцию «Тихорецкая», принадлежавшую Владикавказской железной дороге.
Первая трамвайная линия в Царицыне, которая была открыта 9 апреля 1913 года, проходила от Тихорецкого вокзала до центра города — станции «Царицын». Трамвай выходил из трампарка, по ул. Сердобской выезжал на ул. Княгининскую и шёл к Тихорецкому вокзалу, откуда начинался маршрут. Оттуда трамвай шёл в сторону центра города вдоль железной дороги и нырял в железнодорожный тоннель. Далее маршрут проходил по ул. Липецкой, ул. Княгининской, Казачьему взвозу, через новый железобетонный Астраханский мост, который выходил на ул. Астраханскую, потом ул. Успенскую, а далее — по ул. Александровской, поворачивал на Александровскую площадь и шёл по ул. Гоголя до вокзала «Царицын».
Протяженность первой трамвайной линии составляла 4,5 км. Всего на линии было 22 остановки, среднее расстояние между которыми 300 метров. Поездка на трамвае стоила дешевле, чем брали извозчики. Билет стоил всего 5 копеек, оплата повысилась на копейку только в сентябре 1914 года, в связи с началом Первой мировой войны.
Гражданская война причинила ущерб городскому хозяйству Царицына, в том числе и трамвайному. В июле 1919 года, из-за сильных повреждений подвижного состава и линий, движение трамваев было остановлено. Летом 1920 года начались работы по восстановлению царицынского трамвая.
Маршрут был возрождён в 1922 году в тех же пределах. К 1924—1925 годам маршрут был сокращён и трамвай № 1 стал ходить не до станции «Царицын», а до Октябрьской площади (ныне территория рядом с Центральным рынком). 6 октября 1937 года маршрут № 1 продлён до Дар-Горы (ныне остановка ул. Радомская).

### Сталинград
Работа маршрута 1, как и всех остальных городских маршрутов, была остановлена 23 августа 1942 года из-за массированной бомбардировки города немецкой авиацией. В январе 1943 года с левого берега Волги в Сталинград переправились специалисты трамвайного треста, чтобы оценить масштабы разрушений и наметить предварительный план по восстановлению трамвайного парка № 1. После окончания Сталинградской битвы началось восстановления главного транспорта в городе. При помощи черкасовских бригад была восстановлена трамвайная линия от ул. Баррикадной до станции Сталинград-II.
Движение трамвая 1 было возобновлено в декабре 1948 года по маршруту площадь Октябрьская — Дар-Гора. К 1953 году трамвай имел разворотное кольцо на ул. Радомской. 25 февраля 1957 года маршрут был продлён от вокзала Сталинград-II до ул. Мончегорской.
В начале 1950-х годов в городе было принято решение о строительстве проспекта Ленина. В связи с этим трамвайное кольцо, которое стало препятствием для строительства, в ноябре 1959 года было перенесено с Октябрьской площади на ул. 13-й Гвардейской дивизии, туда, где сейчас находится музей-панорама «Сталинградская битва».

### Волгоград
В 1966 году трамвай ходил от ул. Мончегорская до пл. Гвардейская. Путь следования маршрута: ул. Советская, ул. Калинина, ул. Пугачёвская, ул. Грушевская, ул. Циолковского, ул. Баррикадная, ул. Привокзальная, ул. Радомская, ул. Острогожская, ул. Чинарская, ул. Морфлотская. Маршрут с учётом обоих направлений (туда и обратно) имел 40 остановок.
Из-за строительства музея-панорамы 23 января 1968 года трамвайное кольцо перенесли севернее — на пустырь ул. 7-й Гвардейской бригады. В то время трамвай шёл по ул. Советской, на ул. Наумова поворачивал налево, затем, повернув направо, выезжал на проспект Ленина, пересекал ул. Пражскую, поворачивал направо и разворачивался на кольце.
15 марта 1978 года трамвайные пути с проспекта Ленина перенесли на ул. Краснопитерскую. Теперь трамвай на ул. Наумова поворачивал направо, выходил на ул. Краснопитерскую и шёл вдоль Волги до самого кольца.
5 ноября 1984 года в городе была открыта линия скоростного трамвая. С 1 октября 1985 года маршрут приобрёл новое разворотное кольцо — на ул. Краснознаменской.
Современный маршрут трамвая проходит по части первоначального царицынского маршрута — это участок от станции Волгоград-II до развязки на перекрёстке ул. Милиционера Буханцева и ул. Баррикадной. Но большую часть первоначального маршрута проходит трамвайный маршрут 3, который движется по его участку от станции Волгоград-II до пересечения ул. Баррикадной с ул. Рабоче-Крестьянской.
1 июля 2020 года трамвайный маршрут был закрыт, что вызвало недовольство жителей города, которые обратились в прокуратуру с жалобой на действия чиновников. После прокурорской проверки, 14 декабря 2020 года маршрут возобновил работу.

## Хронология маршрута
1913
- Открытие маршрута в границах «Тихорецкий вокзал — Станция «Царицын».

1924
- Продление маршрута от станции «Царицын» до Октябрьской площади.

1957
- Продление маршрута от вокзала «Сталинград II» до ул. Мончегорской.

1959
- Укорачивание маршрута от Октябрьской площади до 13-й Гвардейской.

1968
- Продление маршрута от 13-й Гвардейской до 7-й Гвардейской.

1985
- Укорачивание маршрута от 7-й Гвардейской до Дворца Пионеров.

В настоящее время маршрут пролегает от Детского центра до ул. Мончегорской.

## Подвижной состав

### Первые вагоны

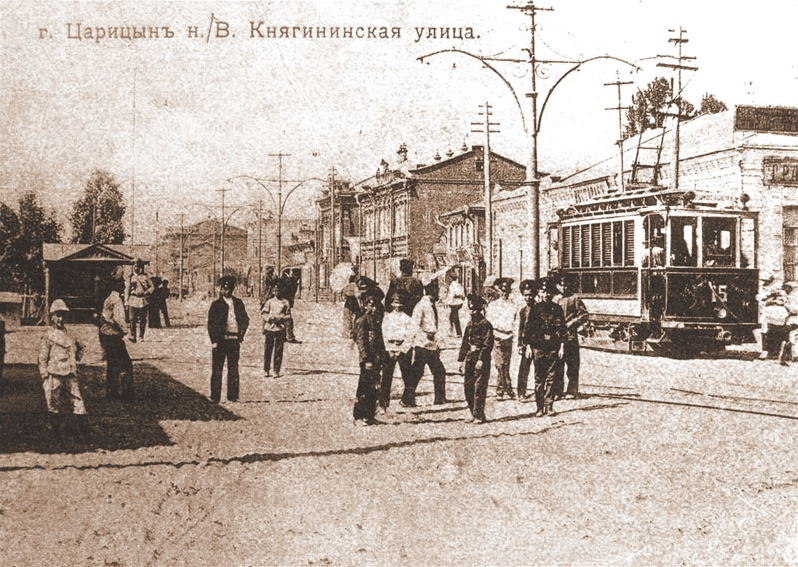
Трамвай на улице Княгининской, 1914 год

Первые трамваи, вышедшие на маршрут в 1913 году, были построены на Мытищинском машиностроительном заводе. Вагоны были двухстороннего управления, а каждая площадка такого вагона имела по контроллеру и двери для входа и выхода на правую и левую стороны.

### Вагоны серии Х
К началу 1930-х годов сталинградский трамвай стал оснащаться новой техникой и оборудованием. В январе 1929 года в депо поступило шесть новых моторных вагонов Мытищинского завода. В течение года депо получило ещё 17 вагонов типа МХ (моторный харьковский) и ПМ (прицепной московский), что позволило исключить из трампарка устаревшие вагоны дореволюционной постройки. Поступление новых вагонов продолжалось и в последующие годы, включая период, когда вагоны выпускались уже на Усть-Катавском вагоностроительном заводе.
Вагоны серии Х были двухсторонними. Моторный вагон спереди и сзади имел кабину управления, одну фару, расположенную по центру, накопительную площадку с парой двухстворчатых дверей с ручным рычажным приводом, выходивших на обе стороны вагона. Прицепной вагон также был двухсторонним, но не имел кабин управления и электрооборудования. Конструкция стандартных моторных и прицепных вагонов была простой. деревянный верх, металлический низ, ровные бока, закруглённые торцы. Интерьер вагона не отличался излишествами: тонкие деревянные стенки с задвижными дверями отделяли салон от площадок. В салоне вдоль бортов были установлены деревянные скамейки, на которых одновременно могли разместиться 24 человека.
Зимой такой вагон не отапливался, водителю приходилось работать стоя в валенках и тулупе. Из-за мороза окна покрывались инеем и водителю в лобовое стекло ничего не было видно. Поэтому в зимнюю экипировку вагоновожатого входили мешочек с солью и деревянная лопатка. Когда окно замерзало к нему прикладывался мешочек, соль разъедала изморозь и наледь соскребалась лопаткой. Двери вагона изнутри закрывались перекладиной, чтобы при движении они не открывались от ветра и в салон не попадал холодный воздух и снег.
После окончания Сталинградской битвы по городу собирались вагоны, которые ещё можно было восстановить. Было собрано 86 разбитых и сгоревших вагонов, которые были отремонтированы и ходили по городу в первые послевоенные годы с заколоченными окнами.
После войны начался выпуск новых типов вагонов, но стандартные вагоны серии Х продолжали работать. Большинство из них в послевоенные годы прошли модернизацию, в процессе которой снимался один из постов управления. заделывались двери по левому борту, а двери правого борта оборудовались пневматическим приводом. На передней площадке устанавливалась перегородка, отделяющая вагоновожатого от пассажиров, а сами площадки утеплялись путём обшивки. Для наружной очистки лобового стекла при дожде и снегопаде устанавливались стеклоочистители.
Вагоны серии Х бессменно ходили по городу до 1949 года, пока им на замену не поступили рижские вагоны МТВ-82.

### МТВ-82
В сентябре 1949 году в трамвайный парк Сталинграда начали поступать новые рижские вагоны МТВ-82. К 1950 году их стало уже одиннадцать, а к середине 1960-х годов волгоградский трамвайный парк насчитывал 65 трамваев этой модели.
Рижские вагоны по сравнению с вагонами серии Х были совершеннее технически и комфортабельнее как для водителей, так и пассажиров. Пассажиры и водители зимой не мёрзли. Рижские трамваи имели электроотопление, хорошо оборудованную вентиляцию. Лобовые стёкла во время дождя и сильных метелей протирались автоматическими стеклоочистителями. В конце 1960-х годов на смену рижским трамваям в город поступила большая партия чешских вагонов Tatra.

### Gotha
С ноября 1959 году трамвайный парк Сталинграда стал также пополняться вагонами, изготовленными на вагоностроительном заводе города Гота в ГДР. К началу 1960-х годов в городе насчитывалось 120 трамваев в двухсекционном исполнении (всего 240 вагонов), среди которых были вагона типа T59E, T2-62 (моторный) и B2-62 (прицепной).
Однако в то время условия для их эксплуатации в городе не соответствовали нормам по ряду причин. Квалификация обслуживающего персонала, производственная база депо и мастерских, созданных для содержания вагонов серии Х и МТВ-82, не позволяла тогда эксплуатировать немецкие вагоны. Большое расстояние между колёсными парами и расшатанное путевой хозяйство приводило к тому, что вагоны Gotha при движении сильно гремели и часто сходили с рельсов. Хотя вагоны Gotha были технически более совершенны, в городе они не прижились. Часть из них была продана во Львов, другая — списана на металлолом.

### Tatra
С сентября 1967 года в Волгоград стали поступать трамваи чешского производства Tatra T3. Вагоны, выпускавшиеся до 1976 года, не имели средней двери: на её месте устанавливались два дополнительных ряда сидений. Трамваи чешского производства регулярно поставлялись в город вплоть до 1987 года.
В 1987 году в Волгоград поступила первая партия модифицированных вагонов Tatra T3M в количестве 10 единиц. В 1989 году было поставлено ещё 10 таких же вагонов. По сравнению с моделью T3, у вагонов Tatra T3M более экономичный расход электроэнергии (до 25 %).

## Память
19 апреля 2013 года в городском саду был открыт памятник трамвайному вагону серии Х, который эксплуатировался в городе с 1929 по 1967 годы.
29 апреля 2015 года возле здания по ул. Академическая, д. 8 был открыт памятник первому кондуктору уездных городов России.
С 12 июня 2015 года в Волгограде работает экскурсионный трамвай, который двигается в том числе и по маршруту трамвая 1. Начинается экскурсия от Детского центра, далее трамвай следует к Радомской, где разворачивается и двигается к конечной остановке КИМ.